# Моховик оксамитовий
Моховик оксамитовий (Boletus pruinatus) — вид базидіомікотових грибів родини болетові (Boletaceae).

## Опис
Шапинка діаметром 4-12 см, іноді до 15 см, напівсферична. Відмінною рисою виду є суха матова, оксамитово-коричнева шапинка з світлішими краями. Шкірочка на капелюшку суха, дрібнозерниста і майже фетрова, з часом стає більш гладкою, після дощу трохи слизька. З часом стає сухою і оксамитовою, а забарвлення змінюється від коричневого до червонувато-коричневого і буро-коричневого.
Ніжка циліндрична, заввишки до 12 см, затовшки 6-20 мм. Ніжка зазвичай забарвлена в світліші тони, ніж капелюшок, часто вигнута. Колір ніжки змінюється від світло-коричневого і жовто-коричневого до червонувато-коричневого.
М'якоть щільна, білувата з жовтуватим відтінком, при натисканні злегка синіє. Має слабкий грибний смак і запах. Гіменофор в молодому віці кремово-жовтуватий, пізніше жовто-зелений.
Спори жовтуваті.

## Поширення та екологія
Росте в листяних лісах, особливо під дубами і буками, а також в мішаних і хвойних лісах з ялиною. Плодоносить наприкінці літа й восени. Зустрічається, як правило, групами. Поширений по всій Європі.
Представники виду зустрічаються на півночі Африки, в Європі, на сході Північної Америки. В Україні зустрічаються вкрай рідко.

## Практичне використання
Їстівний гриб низької якості. Перед вживанням варто відварити 10-15 хв. Смажать, сушать.